# Zuid-Hollands Landschap
Stichting Het Zuid-Hollands Landschap (ZHL) is een particuliere natuurbeschermingsorganisatie die op 12 juli 1934 is opgericht. De stichting heeft tot doel om het typische natuur- en cultuurlandschap van Zuid-Holland te beschermen. Het Zuid-Hollands Landschap is aangesloten bij de overkoepelende stichting LandschappenNL.

## Oprichting en organisatie
De eerste pogingen om tot de stichting van het Zuid-Hollands Landschap te komen vonden in 1932 plaats toen vanuit Vereniging Natuurmonumenten door Pieter van Tienhoven aan de toenmalige commissaris van de Koningin gevraagd had of hij daaraan mee wilde werken. Het Instituut voor Stad en Landschap van Zuid-Holland besloot de resultaten van dit overleg niet af te wachten, gezien de in haar ogen urgente noodzaak tot zo'n organisatie te komen en richtte de Stichting  Het Zuid-Hollands Landschap in 1934 op, buiten Natuurmonumenten om. De eerste voorzitter werd de Rotterdamse bankier Karel Paul van der Mandele. Het initiatief werd door diverse andere vooraanstaande Rotterdammers gesteund.
Het Zuid-Hollands Landschap is in de loop van de jaren uitgegroeid tot een organisatie met zo'n 65 medewerkers, ruim 400 vrijwilligers, 100 betrokken agrariërs en circa 50.000 donateurs die 'beschermers' worden genoemd. De organisatie wordt geleid door de directeur-bestuurder. De raad van toezicht van de stichting bestaat uit vijf leden. Het Zuid-Hollands Landschap is een van de twaalf Provinciale Landschappen.

## Natuurgebieden in beheer
Het Zuid-Hollands Landschap beheert anno 2023 ruim 4700 hectare natuur, verdeeld over meer dan 120 natuurgebieden in Zuid-Holland.
Het grootste deel (zo’n 4.200 ha) is in eigendom of langjarige erfpacht van de stichting en de overige 500 hectare wordt beheerd in opdracht van overheden
en bedrijven.
- Stormpoldervloedbos (In de Nieuwe Maas)
- Poortugaalse Griend (Poortugaal)
- Berkenwoudse Boezem (Tussen Ouderkerk aan den IJssel en Berkenwoude)
- Berkenwoudse Driehoek (Berkenwoude)
- De Banken ('s Gravenzande)
- Zouweboezem (Lexmond)
- Klein Profijt (Rhoon)
- Staelduinse Bos ('s-Gravenzande)
- Landgoed Nieuw Leeuwenhorst (Noordwijkerhout)
- Vinetaduin (Hoek van Holland)
- Polder de Nesse (Ouderkerk aan den IJssel)
- Buitenlanden Bergambacht (Bergambacht)
- Weverwijk (Leerbroek)
- Wassergeest (Lisse)
- Waalhoek (Hellevoetsluis)
- Vosse- en Weerlanerpolder (Bij Hillegom)
- Voorofsche Polder (Waddinxveen)
- Visserijgriend (Poortugaal)
- Visschersplaat (Bij Lekkerkerk)
- Veerstalblokboezem (Gouda)
- Veenweidepark (Gouda)
- Van Dixhoorndriehoek (Hoek van Holland)
- ’t Vogelhoff (Leiden)
- Stolwijkse Boezem (Gouderak)
- Spijkerboorse Kade (Alphen aan den Rijn)
- Spanjaards Duin ('s-Gravenzande)
- Sonsbrug (Vijfheerenlanden)
- Sijghkade (Bij Stolwijk)
- Schoonrewoerdse Wiel (Diefdijk)
- Scharperswijk (Lexmond)
- Schaayk (Leerdam)
- Ruigeplaat (Hoogvliet)
- Ridderkerkse Griend (Westoever rivier de Noord)
- Rhijngeest (Oegstgeest)
- Recht van ter Leede (Leerdam)
- Quakernaak (Meerkerk)
- Polders Poelgeest (Oegstgeest)
- Polder Veerstalblok (Gouderak)
- Polder Middelblok (Gouderak)
- Polder Lexmond (Vijfheerenlanden)
- Polder Lakerveld (Lexmond)
- Polder Kattendijksblok (Gouderak)
- Polder het Beijersche (Stolwijk)
- Polder den Hoek (Lekkerkerk)
- Polder Berkenwoude (Ouderkerk aan den IJssel)
- Polder Achthoven (tussen Lexmond en Ameide)
- Polder Achterbroek (Berkenwoude)
- Overbosch (Oostvoorne)
- Over-Heicop (bij Schoonrewoerd)
- Over-Boeicop (Zijderveld)
- Oudeland (Bij Ouderkerk)
- De Oranjeplassen (Hoek van Holland)
- Oostpuntgriend (Hoogvliet)
- De Ommeloop (bij Brielle)
- Nespolder (Bergambacht)
- Natuureiland Sophiapolder (Hendrik-Ido-Ambacht)
- Middelblokboezem (Gouderak)
- Luistenbuul (tussen Sluis en Lexmond)
- Langeveld (Noordwijkerhout)
- Landgoed Ockenburgh (Den Haag)
- Landgoed Mildenburg (Oostvoorne)
- Korte Zand (Bij Lekkerkerk)
- Koolwijk (Berkenwoude)
- Koeneschans (Vlist)
- Kleine Beer (Oostvoorne)
- Keukenhofbosch (Lisse)
- Het Kersbergsrak (Lexmond)
- Kedichem (Leerdam)
- Kattendijksblokboezem (Gouderak)
- Kasteelgaarde Rhoon (Rhoon)
- Kadijk West (Bergambacht)
- Kadijk Oost (Bij Bergambacht)
- Kaapduin (Oostvoorne)
- Hyacintenbos en de Van Leydenhof (Den Haag)
- Duinen van Oostvoorne (Rockanje)
- Hooge Boezem (Haastrecht)
- De Crezéepolder (Hendrik-Ido-Ambacht)
- De Zandmotor (Ter Heijde)
- Huys te Warmont (Warmond)
- Holle Mare (Zwartewaal)
- Hoenderwiel (Meerkerk)
- Hillenhoek (bij Zwartewaal)
- Heemtuin Krimpen (Krimpen aan den IJssel)
- Haarlemmertrekvaart (Haarlemmertrekvaart)
- Groene Strand (Oostvoorne)
- Elserkade (Berkenwoude)
- Grasweggebied Hellevoetsluis (Hellevoetsluis)
- Geriefbos Waarder (Waarder)
- Fort Penserdijk (Bij Brielle)
- Fort Noorddijk (Bij Hellevoetsluis)
- Eendenkooi De Zouwe (Ameide)
- Eendenkooi Bakkerswaal (Lekkerkerk)
- Diefdijk (Leerdam)
- Derryvliet (Zwartewaal)
- Den Besten (Vijfheerenlanden)
- De Zeven Gaten (De Lier)
- De Zaag (In de Nieuwe Maas)
- De Waai (Schoonrewoerd)
- Buitenlanden Ammerstol (Tussen Ammerstol en Schoonhoven)
- De Snakkert (Ammerstol)
- De Huibert (Bij Leerdam)
- De Elfenbaan (Zoeterwoude)
- De Blink (Noordwijkerhout)
- Commissarissenlanden (Berkenwoude)
- Bonnenpolder (Hoek van Holland)
- Bolswaard (Bolswaard)
- Blanke Waal (Zwartewaal)
- Achthovense Uiterwaarden (Tussen Sluis en Lexmond)
- Bilwijk (Stolwijk)

## Erfgoed en Groen
De Groene Motor, deel van Het Zuid-Hollands Landschap, werkt samen met Het Erfgoedhuis in het vrijwilligersplatform Zelf doen in Erfgoed en Groen dat vrijwilligers in het erfgoed en groen ondersteunt met kennis, contacten en materiaal.

## Educatie en communicatie
Het Zuid-Hollands Landschap organiseert excursies, zet fietstochten uit en geeft een blad en nieuwsbrieven uit. Ook zijn er in Voornes Duin bij Rockanje het Bezoekerscentrum Tenellaplas en  het nabij gelegen Heempark De Tenellaplas, dat in 1950 werd aangelegd en vervolgens langdurig beheerd door tuinarchitect en florist Cees Sipkes.